# Aleksej Burilitsjev

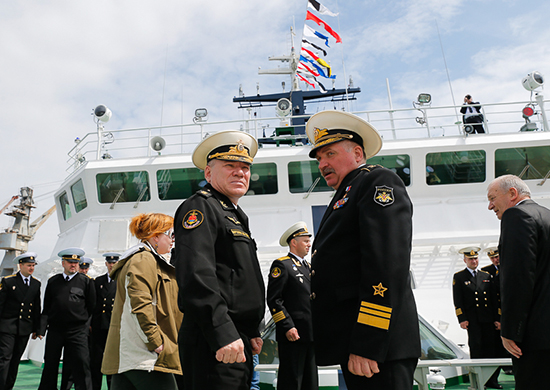
Amiralerna Viktor Kravtjuk och Aleksej Burilitsjev vid invigningen av Jantar 2015.

Aleksej Vitalevitsj Burilitsjev (ryska: Алексей Витальевич Буриличев), född 13 augusti 1958 i Leningrad i Sovjetunionen, död 25 november 2020, var en rysk sjömilitär. 
Han var inom marinen från 1975, tog examen 1980 från Frunzeakademien och tjänstgjorde därefter inom Norra flottan.
Han var befälhavare på atomubåten K-461 Volk 1992–1996 varefter han tilldelades utmärkelsen Rysslands hjälte.
2002–2005 var han stabschef vid Norra flottan och därefter 2005–2020 chef för Huvuddirektoratet för djuphavsforskning under Ryska federationens försvarsministerium. Direktoratet är den hemligaste organisationen inom försvarsministeriet och är engagerat i bland annat djuphavsforskning och oceanografisk forskning, sökning och räddning av sjunkna fartyg samt studier av effekten av stora djup på människans kropp.
Aleksej Burilitsjevs far var även han yrkesmilitär.